# NGC 4160
NGC 4160 is een niet-bestaand object in het sterrenbeeld Jachthonden. Het hemelobject werd op 27 mei 1886 ontdekt door de Franse astronoom Guillaume Bigourdan.